# منطقه شهری چمپیون
ناحیه قهرمان (به انگلیسی: Champion Township) یک منطقهٔ مسکونی در ایالات متحده آمریکا است که در شهرستان مارکت، میشیگان واقع شده‌است.
 ناحیه قهرمان  ۲۹۷ نفر جمعیت دارد و ۴۶۸ متر بالاتر از سطح دریا واقع شده‌است.